# Santa Luzia, Viana do Castelo
Santa Luzia är en kyrka av typen basilika, som ligger på toppen av berget Santa Luzia i staden Viana do Castelo, Portugal, med vacker utsikt över regionen och floden Limas utlopp i havet.
Arbetet påbörjades 1903 på initiativ av prästen Antonio Martins Carneiro. Arkitekt bakom projektet var Miguel Ventura Terra. Ventura Terra ersätts 1925 av arkitekten Miguel Nogueira som styrde den sista etappen av byggandet. Kyrkan är byggd i form av ett grekiskt kors. Arkitekturen har inslag av ny-romansk stil, bysantinsk stil och gotik.
Vid ingången är en bronsstaty placerad, Coração de Jesus, av skulptören Aleixo Queiroz Ribeiro, invigd 1898. Altaret har två änglar som skapats av skulptören Leopoldo de Almeida. I centrum är Jesus hjärta, som är en replik av ett arbete i brons av skulptören Aleixo Queiroz Ribeiro, som arbetade tillsammans med skulptören Martin de Brito. Verken är huggna i marmor från Vila Viçosa. Det färgade glasfönstret, rosettfönstret, utfördes av Ricardo Leone, i Lissabon och freskmålningen som visar Kristi himmelsfärd, i kupolen har skapats av M. Pereira da Silva. Basilikan, har också ett klockspel bestående av 26 klockor. Arbetet i granit och marmor utfördes under ledning av byggmästaren Emídio Pereira Lima. Kyrkan skulle varit färdig först 1943, men öppnades för gudstjänster redan 1926.
| Rosettfönstret |

| Altaret | Kupolen |

En bergbana leder upp till kyrkan från Viana do Castelo.